# Tape Cuts Tape
Tape Cuts Tape is een experimentele Belgische band die bestaat uit Rudy Trouvé, Lynn Cassiers en Eric Thielemans.
De band begon rond 2009 samen te spelen, steeds op basis van improvisaties. Tape Cuts Tape bracht drie albums uit.

## Discografie
- 2010 Pagan Recorder (Heavenhotel)
- 2013 Black Mold (Heavenhotel)
- 2015 Lost Footage (Heavenhotel)